# Кротошин (гміна)
Гміна Кротошин (пол. Gmina Krotoszyn) — місько-сільська гміна у північно-західній Польщі. Належить до Кротошинського повіту Великопольського воєводства.
Станом на 31 грудня 2011 у гміні проживало 40790 осіб.

## Територія
Згідно з даними за 2007 рік площа гміни становила 255.52 км², у тому числі:
- орні землі: 64.00%
- ліси: 28.00%

Таким чином, площа гміни становить 35.78% площі повіту.

## Населення
Станом на 31 грудня 2011:
| Опис     | Загалом | Загалом | Чоловіки | Чоловіки | Жінки | Жінки |
| -------- | ------- | ------- | -------- | -------- | ----- | ----- |
| одиниця  | осіб    | %       | осіб     | %        | осіб  | %     |
| все      | 40790   | 100     | 19857    | 48.68    | 20933 | 51.32 |
| міське   | 29567   | 100     | 14246    | 48.18    | 15321 | 51.82 |
| сільське | 11223   | 100     | 5611     | 50.00    | 5612  | 50.00 |

## Сусідні гміни
Гміна Кротошин межує з такими гмінами: Добжиця, Здуни, Кобилін, Козьмін-Велькопольський, Острув-Велькопольський, Поґожеля, Рашкув, Роздражев, Сульмежице.